# Swolgen
Swolgen est un village néerlandais situé dans la commune de Horst aan de Maas, dans la province du Limbourg néerlandais. Le 1er janvier 2021, le village comptait 1 285 habitants.